# ملعب إنشيون مونهاك
ملعب إنشيون مونهاك (هانغل: 인천문학경기장) هو ملعب كرة قدم في مدينة إنشيون الكورية الجنوبية. تبلغ سعة الملعب 50,256 مقعد. وهو الملعب الرئيسي الذي يخوض في نادي إنشيون الرياضي مبارياته المنزلية. أفتتح الملعب في 25 فبراير 2002 أي قبل بداية كأس العالم لكرة القدم 2002 حيث كان يسمى أثناء انعقاده بملعب كأس العالم إنشيون. كما استضاف بطولة آسيا لألعاب القوى 2005.

## كأس العالم لكرة القدم 2002
المباريات المقامة على ملعب إنشيون مونهاك هي:
| كوستاريكا         | 1–1 | تركيا               |
| ----------------- | --- | ------------------- |
| وينستون باركس 86' |     | امره بلوز أوغلي 56' |

| الدنمارك                              | 2–0 | فرنسا |
| ------------------------------------- | --- | ----- |
| دينيس روميدال 22' يون دال توماسون 67' |     |       |

| كوريا الجنوبية  | 1–0 | البرتغال |
| --------------- | --- | -------- |
| باك جي سونغ 70' |     |          |

## وصلات خارجية
- الموقع الرسمي للنادي (بالكورية)
- ملاعب العالم